# Camponotus insipidus
Camponotus insipidus är en myrart som beskrevs av Auguste-Henri Forel 1893. Camponotus insipidus ingår i släktet hästmyror, och familjen myror. Inga underarter finns listade.